# 분테

분테의 로고

분테(Bunte)는 독일어 주간 유명인 가십 잡지로, 후베르트 부르다 미디아에서 발행되었다. 초판은 1948년에 다스 우퍼라는 이름으로 발행되었다. 후베르트 부르다의 지도 아래, 분테는 현대의 인기 잡지로 발전했다. 2014년, 분테는 독일에서 11번째로 인기 있는 미디어 브랜드로 월간 사용자 수가 1,057만 명에 달했다. 파트리시아 리켈이 물러난 후, 로베르트 푈처가 2016년 7월에 편집장으로 취임했다.